# Раевац, Милован
Ми́лован Ра́евац (серб. Милован Рајевац / Milovan Rajevac; род. 2 января 1954, Чаетина) — югославский футболист и сербский футбольный тренер.

## Карьера

### Клубная
Профессиональную карьеру начал в 1975 году в клубе «Борац» из Чачака, за который выступал до 1978 года, после чего перешёл в клуб «Црвена звезда», в котором, однако, не закрепился, сыграв только 1 матч. В 1979 году покинул белградскую команду и пополнил ряды клуба «Войводина» из города Нови-Сад, где затем выступал до 1980 года, проведя за это время 15 матчей.
В 1982 году вернулся в «Борац», где затем играл до 1984 года, проведя 25 встреч. Завершал карьеру профессионального игрока в клубе «Слобода» из Ужице, за который с 1985 по 1986 год провёл 3 матча.

### Тренерская
После завершения карьеры игрока занялся тренерской деятельностью, в 1996 году возглавлял «Слободу», в которой до этого выступал на закате карьеры профессионального футболиста.
С 2000 по 2002 год работал помощником главного тренера в пекинском клубе «Бэйцзин Гоань». В 2004 году был исполняющим обязанности главного тренера в клубе «Црвена звезда». С августа 2006 по сентябрь 2007 года руководил клубом «Войводина». Затем с января по август 2008 года возглавлял «Борац» из Чачака, после чего стал главным тренером сборной Ганы, о чём было официально сообщено 12 августа, контракт был заключён сроком на два года. Первоначально многие ганские болельщики были недовольны, поскольку хотели видеть во главе сборной более известного тренера, но такой вариант оказался невозможным из-за того, что именитые претенденты на этот пост запросили слишком большую сумму. В итоге болельщики смирились и решили судить о работе нового тренера по результату. Ну а после успешного выступления Ганы в отборочном турнире к чемпионату мира 2010 года и на Кубке африканских наций 2010 (2-е место) многие болельщики стали называть Раеваца лучшим тренером в истории сборной Ганы. Под руководством Раеваца сборная Ганы стала единственной африканской командой, которой удалось выйти из группы в финальном турнире ЧМ-2010 в ЮАР.

## Достижения

### Тренерские
Сборная Ганы
Финалист Кубка африканских наций: (1)
- 2010

## Характеристика
Любимые схемы игры — 4-2-3-1 и 4-5-1, с насыщенной полузащитой. Некоторые считают, что Милована отличает довольно жёсткий нрав, а больше всего его раздражают игроки, которые не выполняют его план на игру. К плюсам работы Раеваца относят грамотный выбор тактики и налаженную игру в обороне, а к минусам — разве что слабое знание английского языка.